# Sens-Beaujeu
Pour les articles homonymes, voir Sens et Beaujeu.
Sens-Beaujeu est une commune française, située dans le département du Cher en région Centre-Val de Loire. Elle appartient également à l’ancienne province du Berry

## Géographie

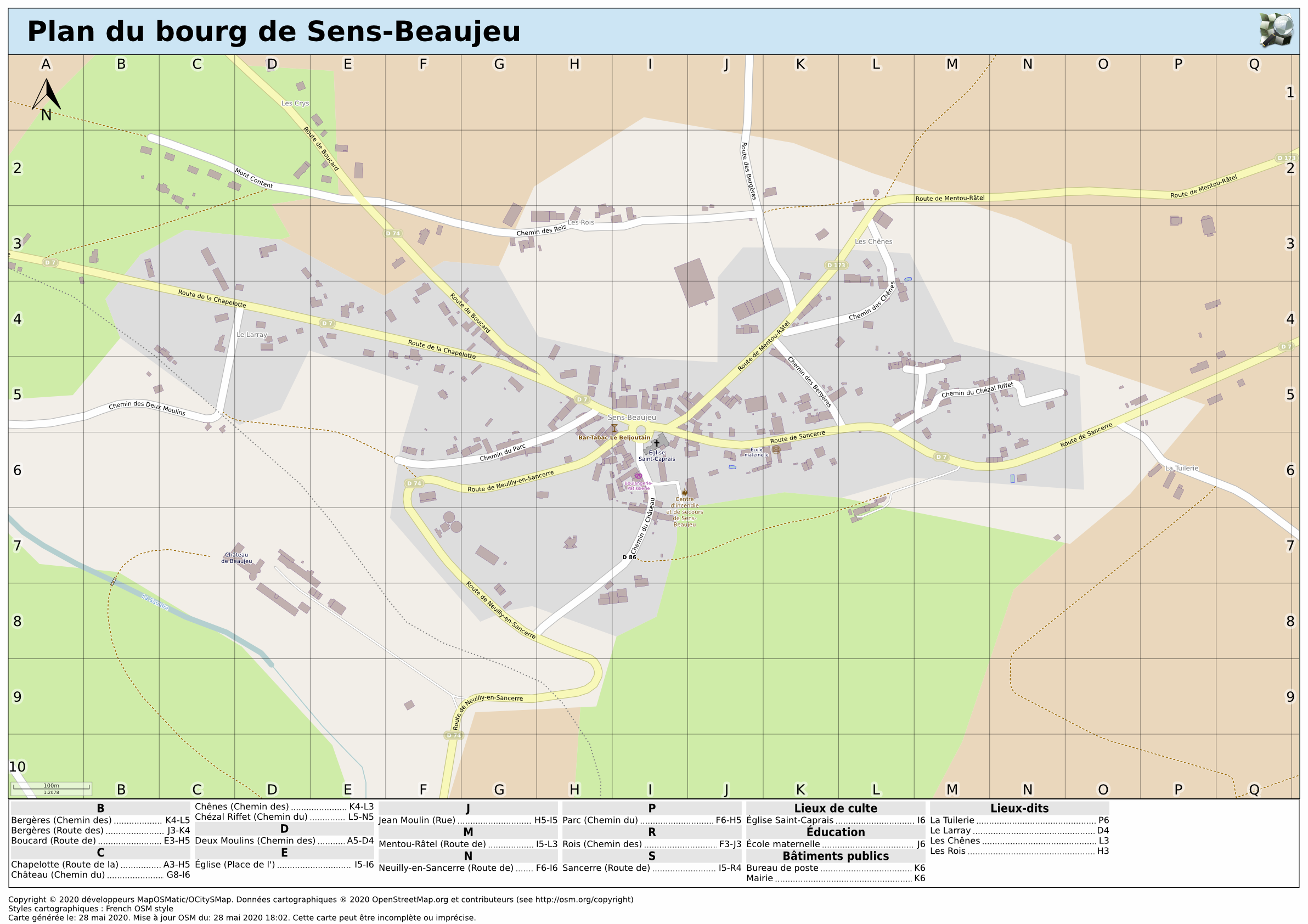
Plan du bourg de Sens-Beaujeu

Située à la transition entre le Pays Fort et le Sancerrois, Sens-Beaujeu fait partie des plus vastes communes du canton de Sancerre.

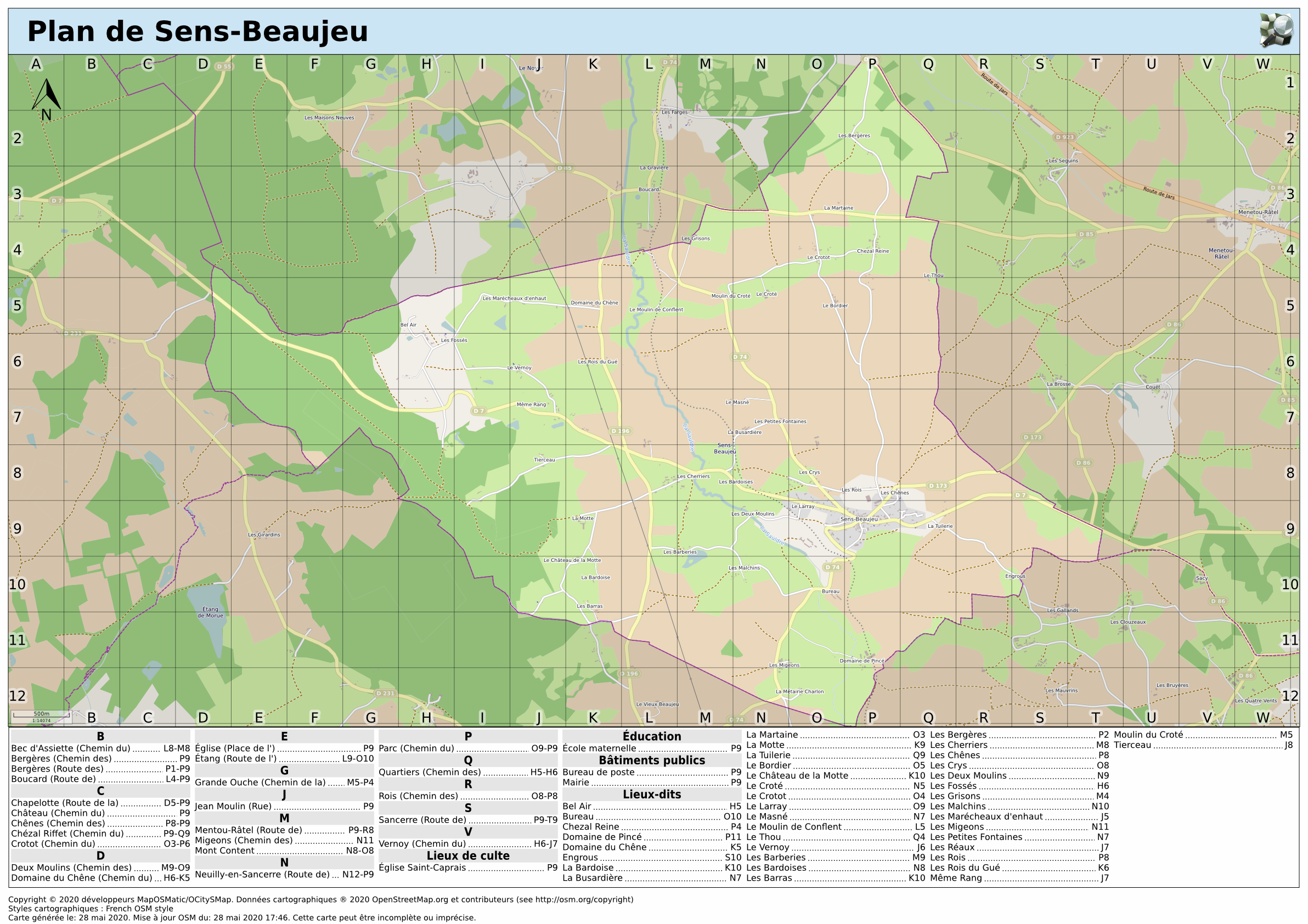
Plan de Sens-Beaujeu

Son territoire de plateaux est largement entaillé par la rivière de la Grande Sauldre et son affluent le ruisseau de l’Étang de Couët, formant des vallons humides au paysage encore bocager. La vallée est limitée au sud-ouest par une chaîne de collines couvertes de bois qui, partant de Neuilly en Sancerre (point culminant du canton 392 mètres dans la forêt communale) se dirige vers Aubigny sur Nère. A l'est la colline des Bruyères (365 mètres sur Crézancy) se prolonge sur Sens-Beaujeu (330 mètres) tandis qu'au nord le Bois Briou n'a que 276 mètres d'altitude. Le point le plus bas est à 230 mètres au Parc en limite avec Le Noyer. Les hauteurs de l'Est de la commune sont des collines de silex crétacé occupées par la forêt.
La superficie de la commune est de 2.154 hectares, avec une forme triangulaire pointée vers l'ouest et dont la base nord-sud (de 6 kilomètres) passerait près du bourg et au droit de ce dernier une petite avancée saillant en direction de l'est portant ainsi la longueur de l'axe est-ouest à plus de 8 kilomètres.
La diversité des sols, riches en pierre à chaux, argile, marne et sable, ont permis l’installation de fours à chaux ou de tuileries, comme l’ancienne Tuilerie des Barras dont il reste quelques vestiges.
La particularité de ce chef-lieu communal est incontestablement l’étendue de sa place, qu’enrichit une fontaine monumentale, avec sa vasque en fonte exceptionnelle pour le département.
La forte dispersion de son habitat (80 lieux-dits ou hameaux dénombrés) et son activité relevant de la polyculture (élevage d’ovins et de bovins, production céréalière) rattachent Sens-Beaujeu davantage au Pays Fort qu’au Sancerrois.

### Lieux-dits et écarts
A
- Les	Arrentis

B
- Les	Barberies
- La	Bardoise
- Les	Bardoises
- Les	Barrats
- Bel Air
- Les	Bergères
- Le	Bois Briou
- Le	Bois Jarreau
- Le	Bordier
- Bureau
- La	Buzardière

C
- Le	Chaillou
- Les Chailloux
- Château de Beaujeu
- Le	Château de la Motte
- Le	Château Joyeux
- Les	Chênes
- Les	Cherriers
- Le	Chezal Reine
- Le	Chezal Riffet
- Le	Crotet
- Le	Crotot
- La	Culotterie

D
- Les	Deux moulins

E
- Engros

F
- Les	Fossés

G
- Gambier
- Les	Grisons
- Le	Gué du Roi

L
- Le	Larray

M
- Machereaux
- La	Maison Neuve
- La	Maison Rouge
- Les	Maisons Neuves
- Les	Malchains
- La	Martaine
- Le	Masnet
- Même Rang
- La	Métairie Charlon
- La	Métairie du Chêne
- La	Métairie du Thou
- Les	Migeons
- Le	Montcontent (lotissement)
- La	Motte
- Le	Moulin d'Allery
- Le	Moulin de Conflans
- La	Moutonnerie

P
- Les	Petites Fontaines
- La	Pigeonnerie
- Pincet
- Les	Potiers

Q
- Les	Quartiers Royers

R
- Les	Réaux
- Les	Rois
- Les	Rois du Gué
- Le	Ruguenard

T
- Tierceau

V
- La	Valoterie
- Le	Vernoy

### Climat
Pour des articles plus généraux, voir Climat du Centre-Val de Loire et Climat du Cher.
En 2010, le climat de la commune est de type climat océanique dégradé des plaines du Centre et du Nord, selon une étude du CNRS s'appuyant sur une série de données couvrant la période 1971-2000. En 2020, Météo-France publie une typologie des climats de la France métropolitaine dans laquelle la commune est exposée à un climat océanique altéré et est dans la région climatique  Centre et contreforts nord du Massif Central, caractérisée par un air sec en été et un bon ensoleillement. 
Pour la période 1971-2000, la température annuelle moyenne est de 11,1 °C, avec une amplitude thermique annuelle de 15,4 °C. Le cumul annuel moyen de précipitations est de 907 mm, avec 12 jours de précipitations en janvier et 7,9 jours en juillet. Pour la période 1991-2020, la température moyenne annuelle observée sur la station météorologique la plus proche, située sur la commune de Vailly-sur-Sauldre à 15 km à vol d'oiseau, est de 11,3 °C et le cumul annuel moyen de précipitations est de 792,8 mm,. Pour l'avenir, les paramètres climatiques de la commune estimés pour 2050 selon différents scénarios d'émission de gaz à effet de serre sont consultables sur un site dédié publié par Météo-France en novembre 2022.

## Urbanisme

### Typologie
Au 1er janvier 2024, Sens-Beaujeu est catégorisée commune rurale à habitat dispersé, selon la nouvelle grille communale de densité à 7 niveaux définie par l'Insee en 2022.
Elle est située hors unité urbaine. Par ailleurs la commune fait partie de l'aire d'attraction de Saint-Satur - Sancerre, dont elle est une commune de la couronne,. Cette aire, qui regroupe 14 communes, est catégorisée dans les aires de moins de 50 000 habitants,.

### Occupation des sols
L'occupation des sols de la commune, telle qu'elle ressort de la base de données européenne d’occupation biophysique des sols Corine Land Cover (CLC), est marquée par l'importance des territoires agricoles (84,1 % en 2018), une proportion identique à celle de 1990 (84,1 %). La répartition détaillée en 2018 est la suivante : 
terres arables (43,3 %), prairies (34,8 %), forêts (14,7 %), zones agricoles hétérogènes (6 %), zones urbanisées (1,2 %).
L'évolution de l’occupation des sols de la commune et de ses infrastructures peut être observée sur les différentes représentations cartographiques du territoire : la carte de Cassini (XVIIIe siècle), la carte d'état-major (1820-1866) et les cartes ou photos aériennes de l'IGN pour la période actuelle (1950 à aujourd'hui).

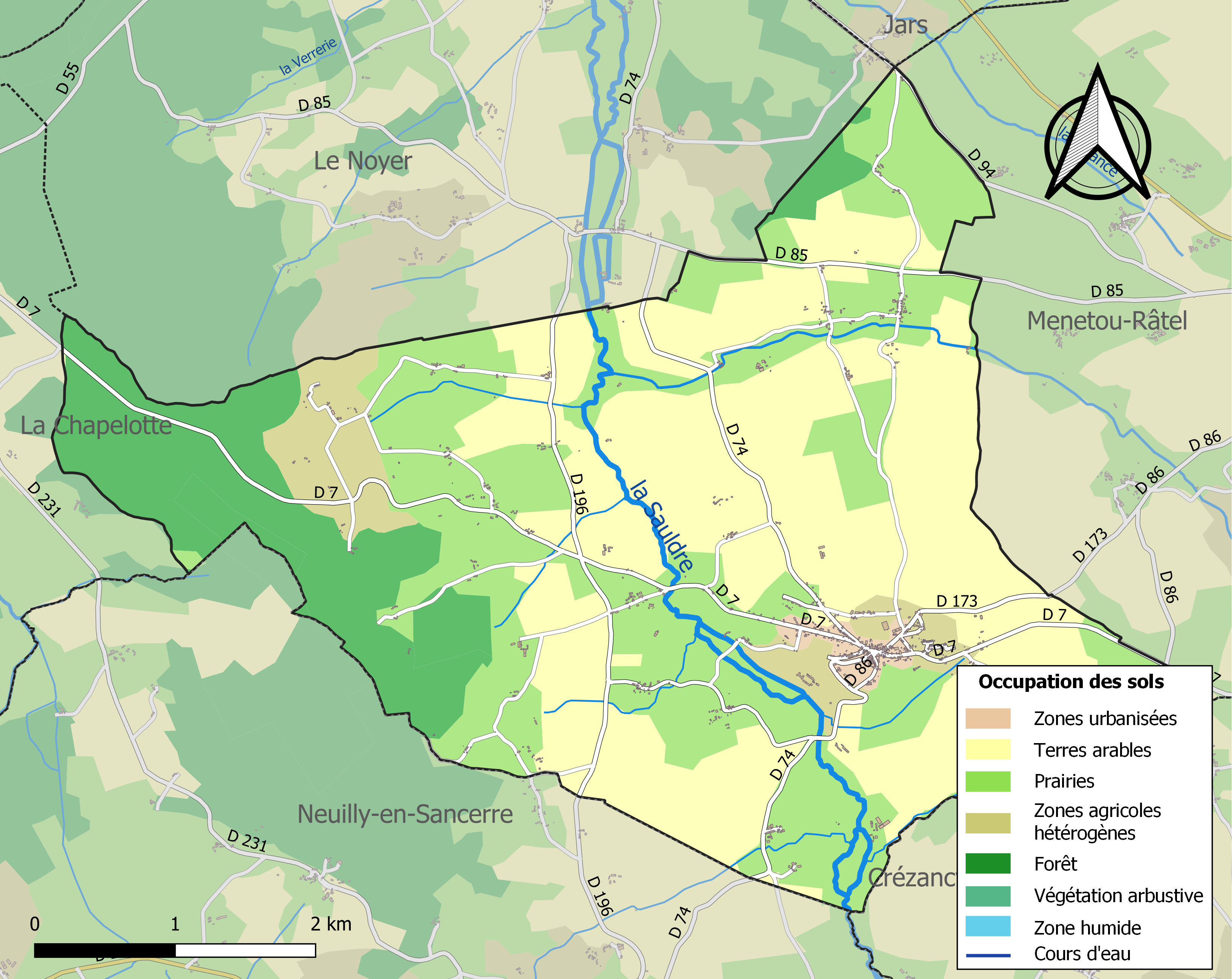
Carte des infrastructures et de l'occupation des sols de la commune en 2018 (CLC).

### Risques majeurs
Le territoire de la commune de Sens-Beaujeu est vulnérable à différents aléas naturels : météorologiques (tempête, orage, neige, grand froid, canicule ou sécheresse), mouvements de terrains et séisme (sismicité faible). Un site publié par le BRGM permet d'évaluer simplement et rapidement les risques d'un bien localisé soit par son adresse soit par le numéro de sa parcelle.

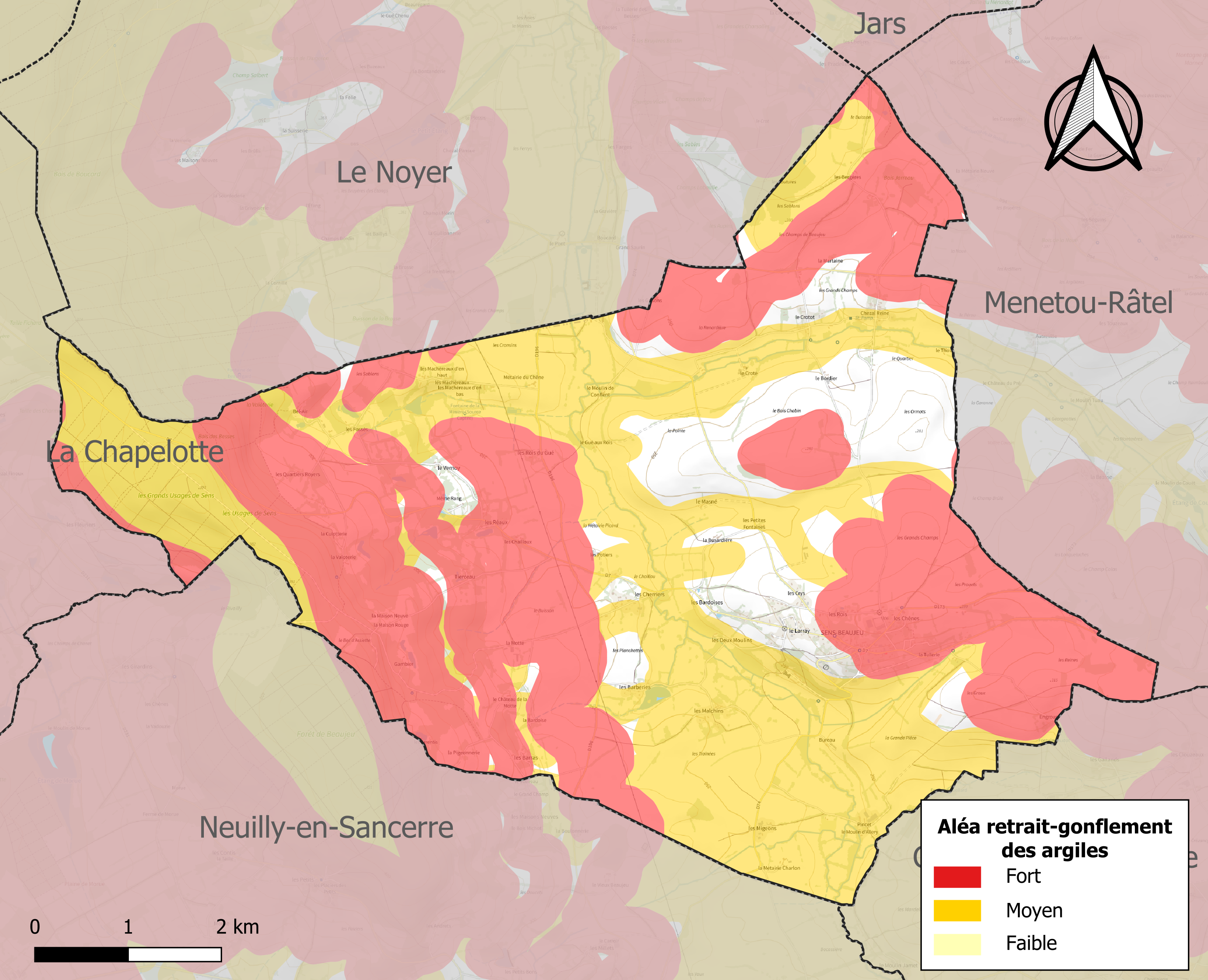
Carte des zones d'aléa retrait-gonflement des sols argileux de Sens-Beaujeu.

La commune est vulnérable au risque de mouvements de terrains constitué principalement du retrait-gonflement des sols argileux. Cet aléa est susceptible d'engendrer des dommages importants aux bâtiments en cas d’alternance de périodes de sécheresse et de pluie. 87 % de la superficie communale est en aléa moyen ou fort (90 % au niveau départemental et 48,5 % au niveau national). Sur les 331 bâtiments dénombrés sur la commune en 2019, 249 sont en aléa moyen ou fort, soit 75 %, à comparer aux 83 % au niveau départemental et 54 % au niveau national. Une cartographie de l'exposition du territoire national au retrait gonflement des sols argileux est disponible sur le site du BRGM,.
Concernant les mouvements de terrains, la commune a été reconnue en état de catastrophe naturelle au titre des dommages causés par la sécheresse en 2003 et 2019 et par des mouvements de terrain en 1999.

## Histoire

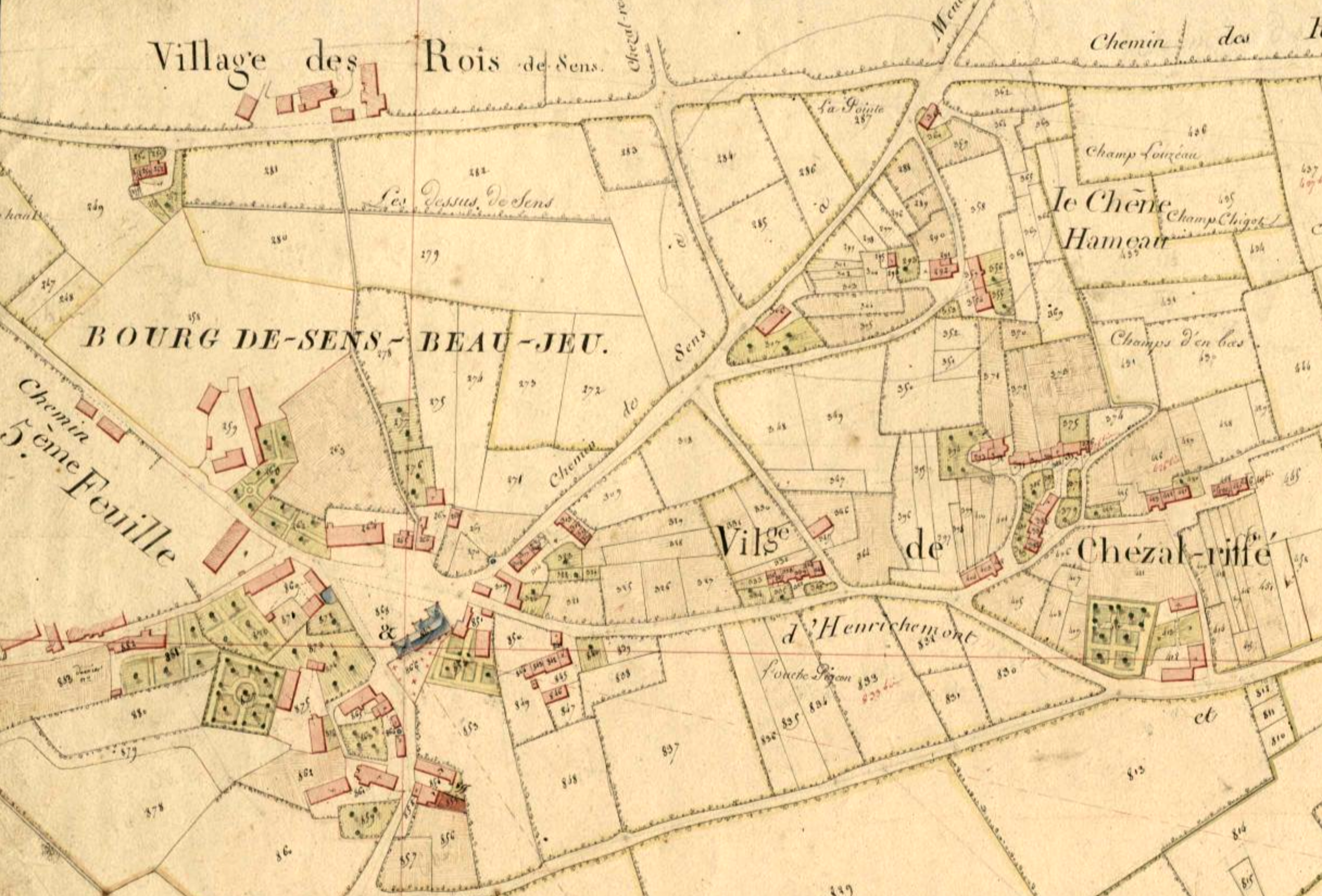
Extrait du plan du cadastre napoléonien de Sens-Beaujeu - 1819

La présence d’habitation sur la commune de Sens-Beaujeu est ancienne puisque des vestiges archéologiques au lieu-dit Les Malchins attestent la présence d’une villa gallo-romaine aux abords du tracé probable d’une voie reliant Saint-Thibault-sur-Loire à Neung-sur-Beuvron. Des traces de construction romaine ont également été mises au jour à proximité du bourg.

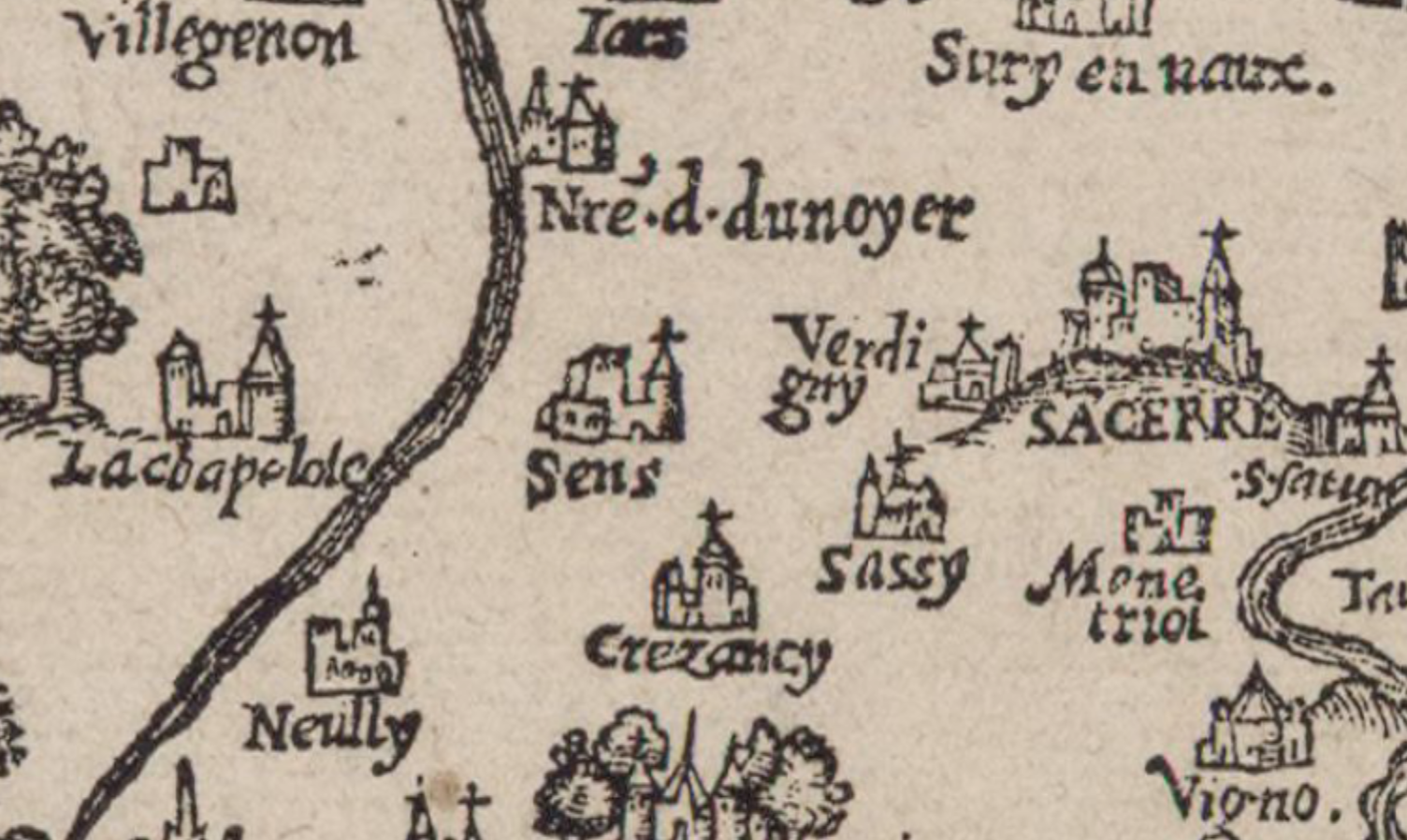
Extrait de la carte du Duché de Berry autour Sens-Beaujeu - 1566

L’histoire du village est intimement liée à celle de la famille de Sully, une des plus puissantes familles du Berry au Xe siècle. Jean de Mesnil-Simon, descendant par alliance des Sully par son mariage avec Philippa de Rochechouart, déplace, au milieu du XVIe siècle, le siège de sa seigneurie de la commune limitrophe de Neuilly-en-Sancerre à la paroisse de Sens, en faisant construire une imposante demeure seigneuriale au bord de la Sauldre, le Château de Beaujeu.
C’est à cette époque que le nom de Beaujeu commence à être attaché à celui de Sens, et le village prend officiellement le nom de Sens-Beaujeu en janvier 1790, lors de la création des communes.

### Sorcellerie et procès des Sorciers de Marlou
Sens-Beaujeu a été le théâtre d’une des plus célèbres histoires de sorcellerie : les Sorciers du carroy de Marlou. Le Berry a depuis longtemps cultivé la réputation populaire et internationale d'être le "foyer principal de la sorcellerie français", et le procès des Sorciers du carroy de Marlou est l’un des rares documents entiers qu’on a pu garder",.
Peu avant 1583, Bernard Girault, un garçon de douze ans, se retrouve ensorcelé par son cousin Étienne Girault. Un sorcier, Jean Tabourdet, sergent seigneurial à Sens-Beaujeau, l'aurait possédé en faisant venir à lui - par l'intermédiaire de son cousin - une petite bête noire.
Alerté qu’un jeune garçon de la Châtellenie de Beaujeu soit « possédé de malins esprits qui le tourmentent », le seigneur de Beaujeu, Jean du Mesnil-Simon demande à Pierre Ragun, bailly de Beaujeu et de Sens, de régler le procès. Le petit Girault raconte comment la bête l’a commandé de se rendre, la nuit, au carroy de Marlou (littéralement "Carrefour des mauvais loups", situé de nos jours au croisement des routes de Menetou-Ratel à Sancerre et de Bué à Sens-Beaujeu). Comme tout carrefour, le carroi de Marlou constitue un lieu traditionnel de sabbat. Bernard raconte y voir beaucoup de gens, entre 25 et 30.
Aux termes d’un procès de trois mois, 5 personnes seront jugées coupables d’être sorciers ou de participer au sabbat. Ils seront pendus puis brûlés, à l’endroit même du Carroi de Marlou.

### La Petite Vendée du Sancerrois
Sens-Beaujeu est un lieu important du mouvement insurrectionnel royaliste qui se produisit dans le Cher en 1796, qu’on désigne sous le nom de "Petite Vendée du Sancerrois", en référence à la Guerre de Vendée qui opposa les républicains et royalistes, ces derniers combattant pour le retour de la Monarchie Française, en établissant sur le Trône Louis XVIII.
Le 3 avril 1796, l’Armée Catholique et Royale du Sancerrois, avec à sa tête le jeune adjudant-général dans l’armée de Condé, Louis Edmond Le Picard de Phélippeaux, passe à Sens-Beaujeu puis s'empare de Sancerre. Après y avoir séjourné quelques jours, les soldats se replient sur Sens-Beaujeu le 8 avril, où ils dressent leur campement sur la place du village.
Dans la nuit du 11 au 12, l’armée royaliste est surprise et mise en déroute par l'armée républicaine, commandée par le général Desenfants, faisant une centaine de morts. Cet épisode, connu sous le nom de Bataille de Sens-Beaujeu, marque la fin de ce mouvement insurrectionnel.
Trois des principaux chefs de l’armée royaliste sont tués, dont l’Abbé Claude Antoine Buchet, curé de Jalognes et prêtre réfractaire, engagé comme prieur des troupes royalistes. Une stèle lui est dédiée sur la place de Sens-Beaujeu.

### Le village autrefois
Au cours de la deuxième moitié du XIXe siècle, cinq foires se succédaient chaque année.
Plus peuplée que les communes limitrophes, Sens-Beaujeu fut un temps chef-lieu de canton.

### Les Economiques du Cher
Entre 1885 et 1966, le département du Cher a été largement quadrillé par les trains. De 1906 à août 1948, la Société générale des chemins de fer économiques a exploité la ligne La Guerche / Argent (La Guerche-sur-l'Aubois et Argent-sur-Sauldre) via Veaugues, qui comportait une gare à Sens-Beaujeu.
Cette ligne permettait en particulier d’acheminer la population du Nord et de l’Est du département vers la sous-préfecture de l’époque (Sancerre) moyennant un changement à la gare de Neuilly Moulin-Jamet, véritable nœud ferroviaire.
L'ancienne gare de Sens-Beaujeu existe toujours et se trouve au bout d'une allée qui donne sur le chemin des Deux Moulins, au Larray.

## Politique et administration
| Période                                  | Période   | Identité                    | Étiquette | Qualité |
| ---------------------------------------- | --------- | --------------------------- | --------- | ------- |
| 1791                                     | 1796      | Etienne Girault             |           |         |
| 1796                                     | 1801      | Nicolas Deschamps           |           |         |
| 1801                                     | 1802      | Louis-Claude Decensiere     |           |         |
| 1802                                     | 1814      | Claude Girault              |           |         |
| 1814                                     | 1816      | Jean-Baptiste Gressin       |           |         |
| 1816                                     | 1821      | François Besson             |           |         |
| 1821                                     | 1830      | Jean-Maurice De Pommereau   |           |         |
| 1830                                     | 1835      | Sylvain Poupaille           |           |         |
| 1835                                     | 1861      | Louis Saujot                |           |         |
| 1861                                     | 1870      | François De Guinaumont      |           |         |
| 1870                                     | 1871      | Louis Dubout                |           |         |
| 1871                                     | 1874      | Jean-Baptiste Renard        |           |         |
| 1874                                     | 1874      | Louis Dubout                |           |         |
| 1874                                     | 1875      | Jules Cirotte (Adjoint)     |           |         |
| 1875                                     | 1876      | Jean Chauveau               |           |         |
| 1876                                     | 1876      | Louis Hautin                |           |         |
| 1876                                     | 1887      | Jean-Baptiste Renard        |           |         |
| 1887                                     | 1892      | Louis Hautin                |           |         |
| 1892                                     | 1892      | Jean-Baptiste Renard (Fils) |           |         |
| 1892                                     | 1896      | Pierre Vatan                |           |         |
| 1896                                     | 1919      | Jean-Baptiste Renard        |           |         |
| 1919                                     | 1935      | Jean Girault                |           |         |
| 1935                                     | 1977      | Raymond Godon               |           |         |
| 1977                                     | 1994      | Jean Raffestin              |           |         |
| 1994                                     | mars 2014 | Michel Granjon              |           |         |
| mars 2014                                | mai 2020  | Philippe Riffault           |           |         |
| mai 2020                                 | En cours  | Laurent Fauroux             |           |         |
| Les données manquantes sont à compléter. |           |                             |           |         |

## Démographie
L'évolution du nombre d'habitants est connue à travers les recensements de la population effectués dans la commune depuis 1793. Pour les communes de moins de 10 000 habitants, une enquête de recensement portant sur toute la population est réalisée tous les cinq ans, les populations de référence des années intermédiaires étant quant à elles estimées par interpolation ou extrapolation. Pour la commune, le premier recensement exhaustif entrant dans le cadre du nouveau dispositif a été réalisé en 2004.

En 2022, la commune comptait 403 habitants, en évolution de +1,26 % par rapport à 2016 (Cher : −2,48 %, France hors Mayotte : +2,11 %).
| 1793  | 1800  | 1806 | 1821  | 1831  | 1836  | 1841  | 1846  | 1851  |
| ----- | ----- | ---- | ----- | ----- | ----- | ----- | ----- | ----- |
| 1 145 | 1 099 | 962  | 1 109 | 1 113 | 1 184 | 1 212 | 1 314 | 1 381 |

| 1856  | 1861  | 1866  | 1872  | 1876  | 1881  | 1886  | 1891  | 1896  |
| ----- | ----- | ----- | ----- | ----- | ----- | ----- | ----- | ----- |
| 1 393 | 1 459 | 1 425 | 1 326 | 1 295 | 1 287 | 1 301 | 1 222 | 1 170 |

| 1901  | 1906  | 1911  | 1921 | 1926 | 1931 | 1936 | 1946 | 1954 |
| ----- | ----- | ----- | ---- | ---- | ---- | ---- | ---- | ---- |
| 1 145 | 1 132 | 1 080 | 979  | 909  | 807  | 777  | 730  | 602  |

| 1962 | 1968 | 1975 | 1982 | 1990 | 1999 | 2004 | 2006 | 2009 |
| ---- | ---- | ---- | ---- | ---- | ---- | ---- | ---- | ---- |
| 591  | 511  | 444  | 430  | 398  | 377  | 413  | 428  | 425  |

| 2014 | 2019 | 2022 | - | - | - | - | - | - |
| ---- | ---- | ---- | - | - | - | - | - | - |
| 402  | 402  | 403  | - | - | - | - | - | - |

## Vie locale

### Enseignement
Une école publique accueille les petits de première et deuxième années de maternelle et fait partie d'un regroupement inter-communal avec les communes de Menetou-Râtel et Crézancy-en-Sancerre. La commune est située dans l'académie d'Orléans-Tours.

## Culture locale et patrimoine

### Lieux et monuments
- L'église Saint-Caprais. XIIIe s. XVe s. Fin XIXe s.
- Le château de Beaujeu
- Fontaine publique avec vasque en fonte aux visages d'angelots, 1879.
- Le village comprenait 6 moulins dont l’un est attesté depuis le XIIIe siècle[36]. Les moulins de Conflans et celui du Croté existent encore.
- L'étang communal des Barberys, créé en 1976.

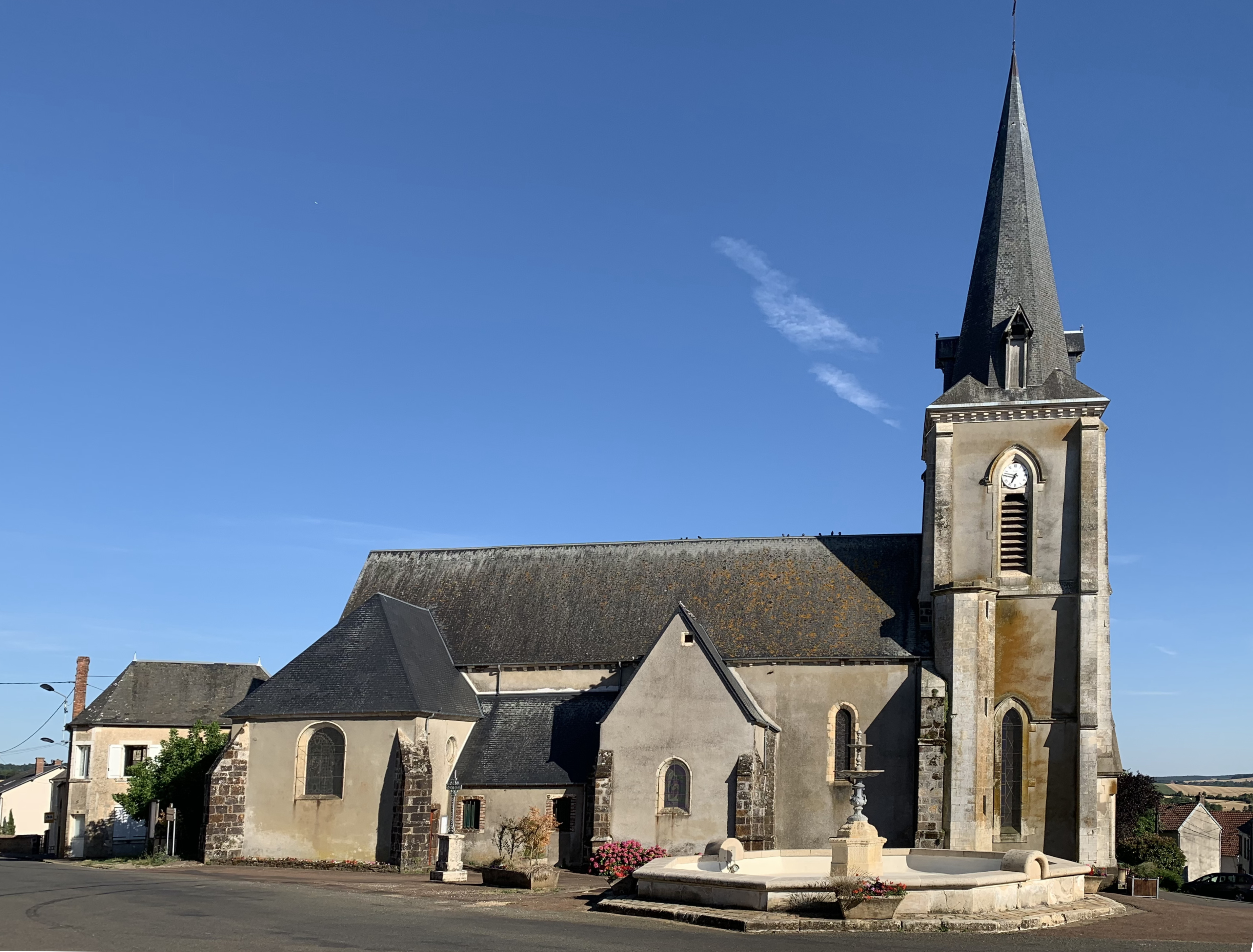
Place du village de Sens-Beaujeu.
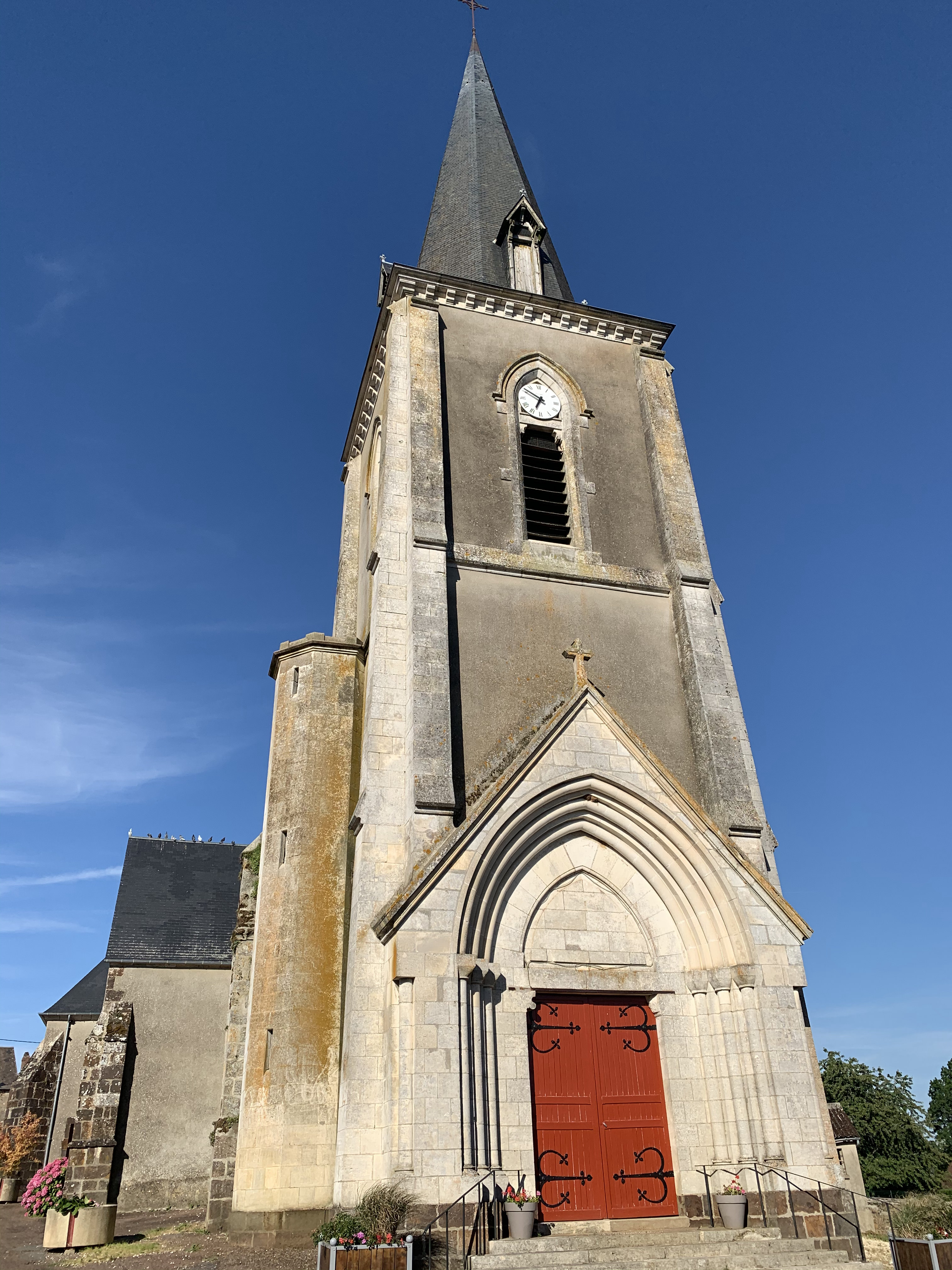
Église de Sens-Beaujeu.
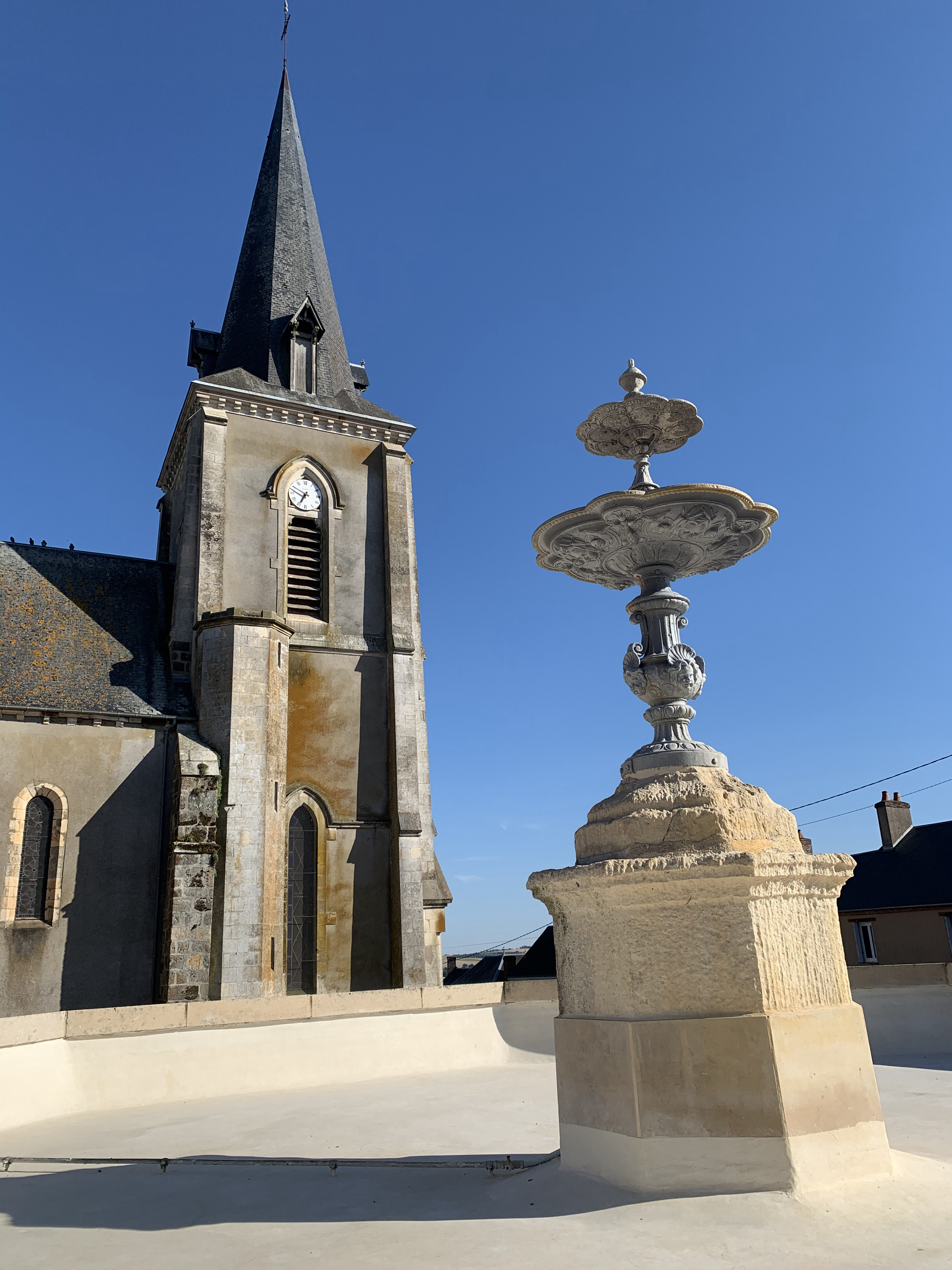
Fontaine et église de Sens-Beaujeu.
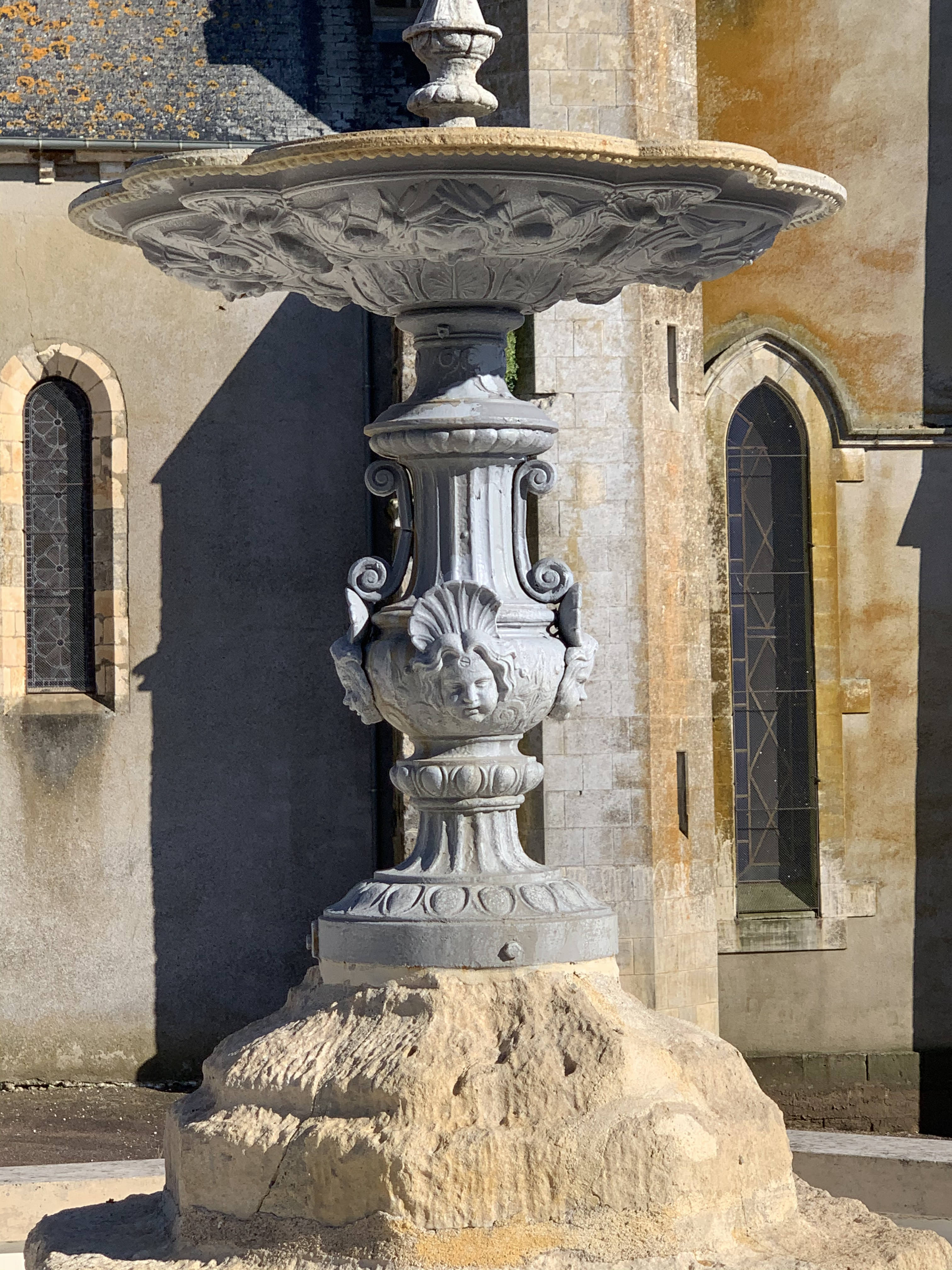
Angelots de la fontaine de Sens-Beaujeu.
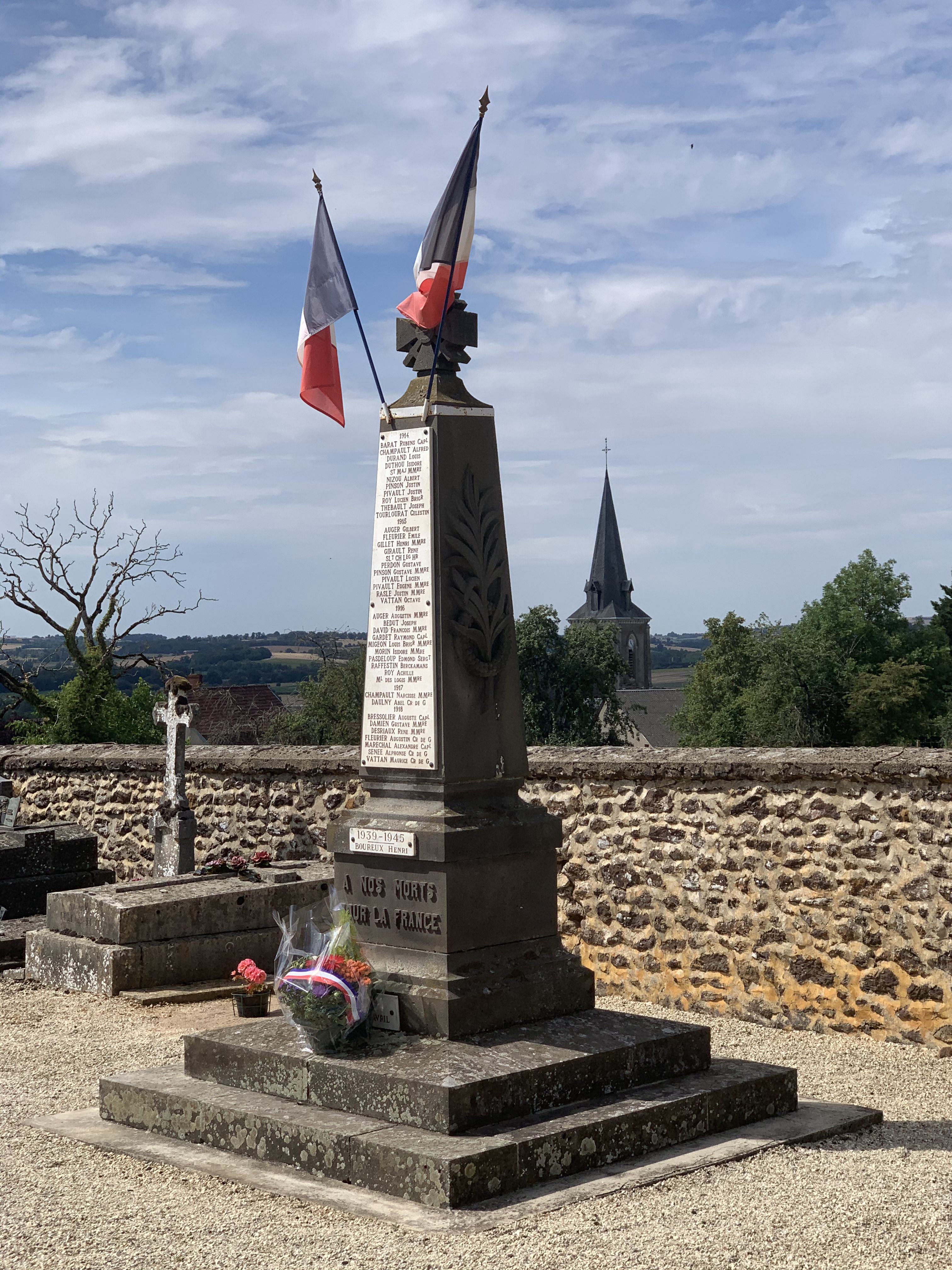
Monument aux morts de Sens-Beaujeu.
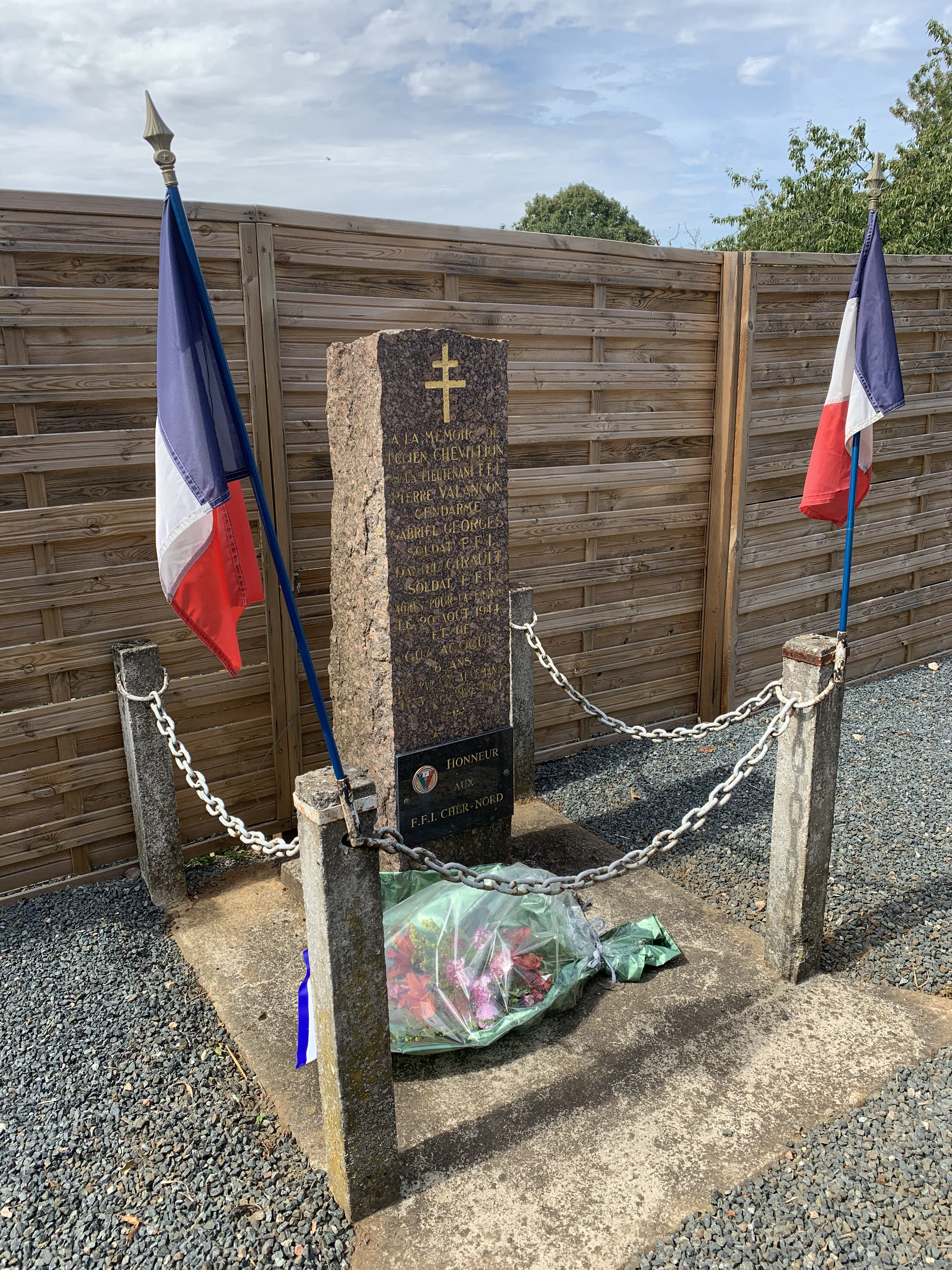
Monument en mémoire des membres des Forces françaises de l'intérieur (FFI) tués à Sens-Beaujeu.
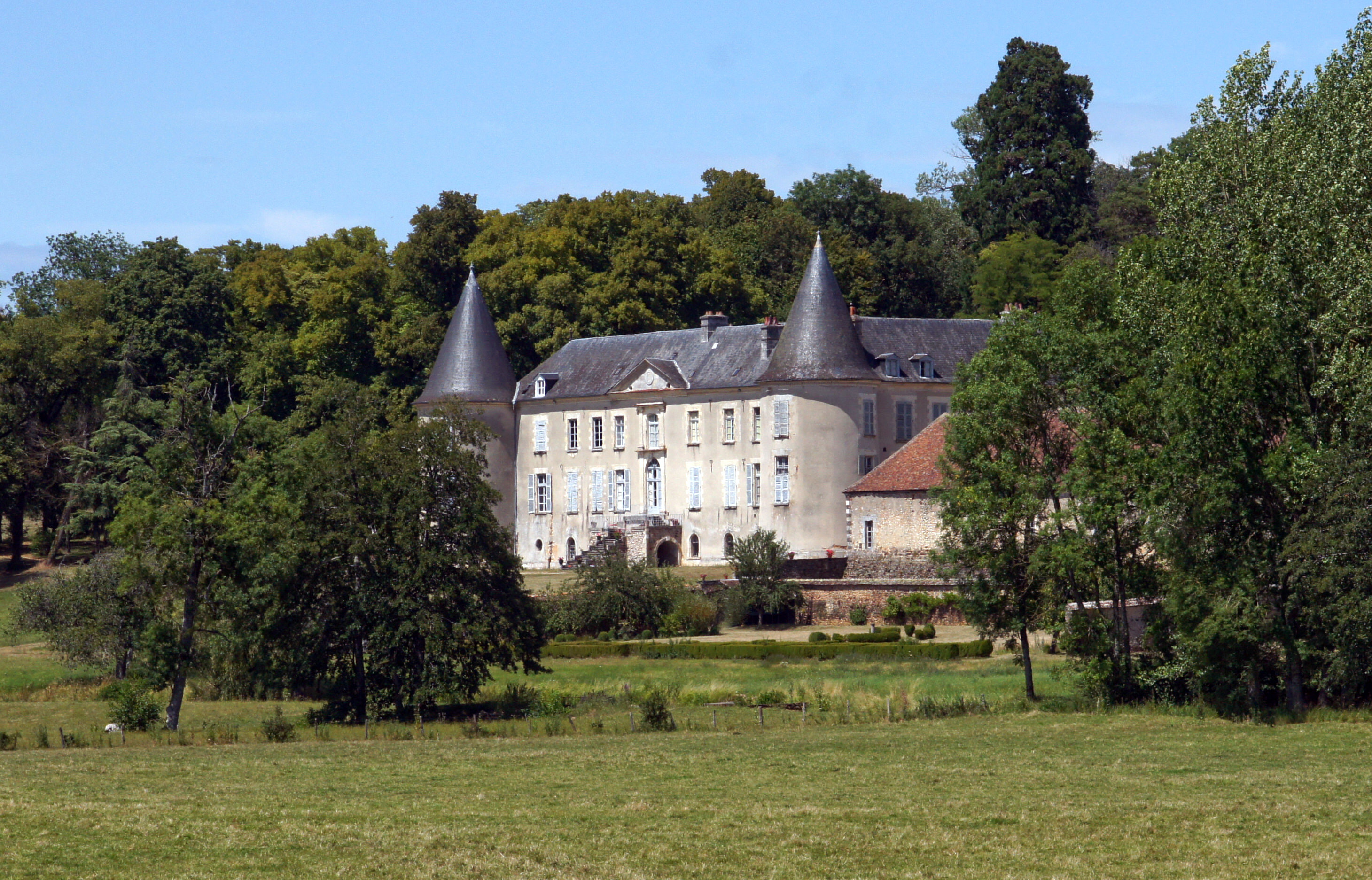
Château de Beaujeu.

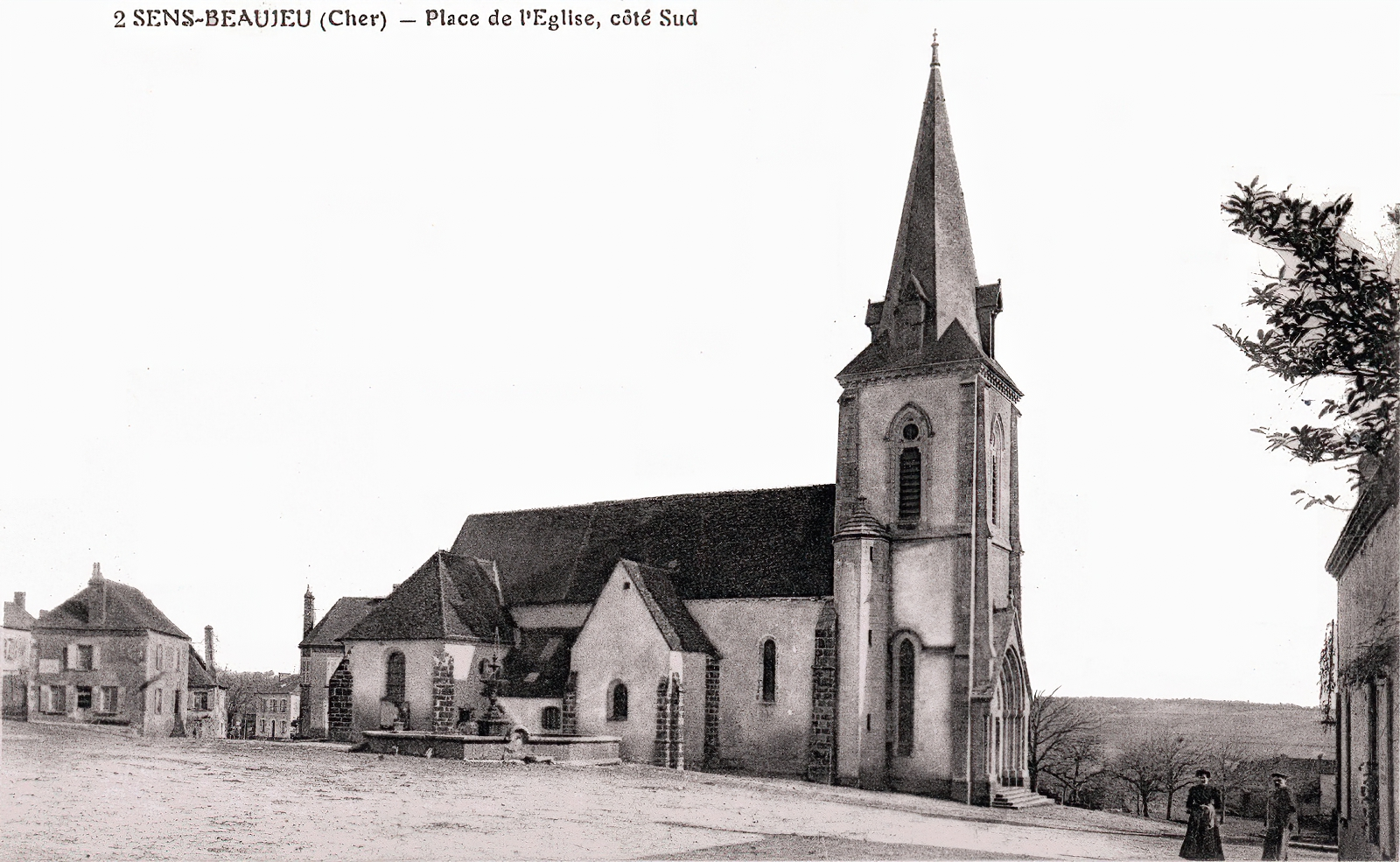
La place de l’Église, côté sud.
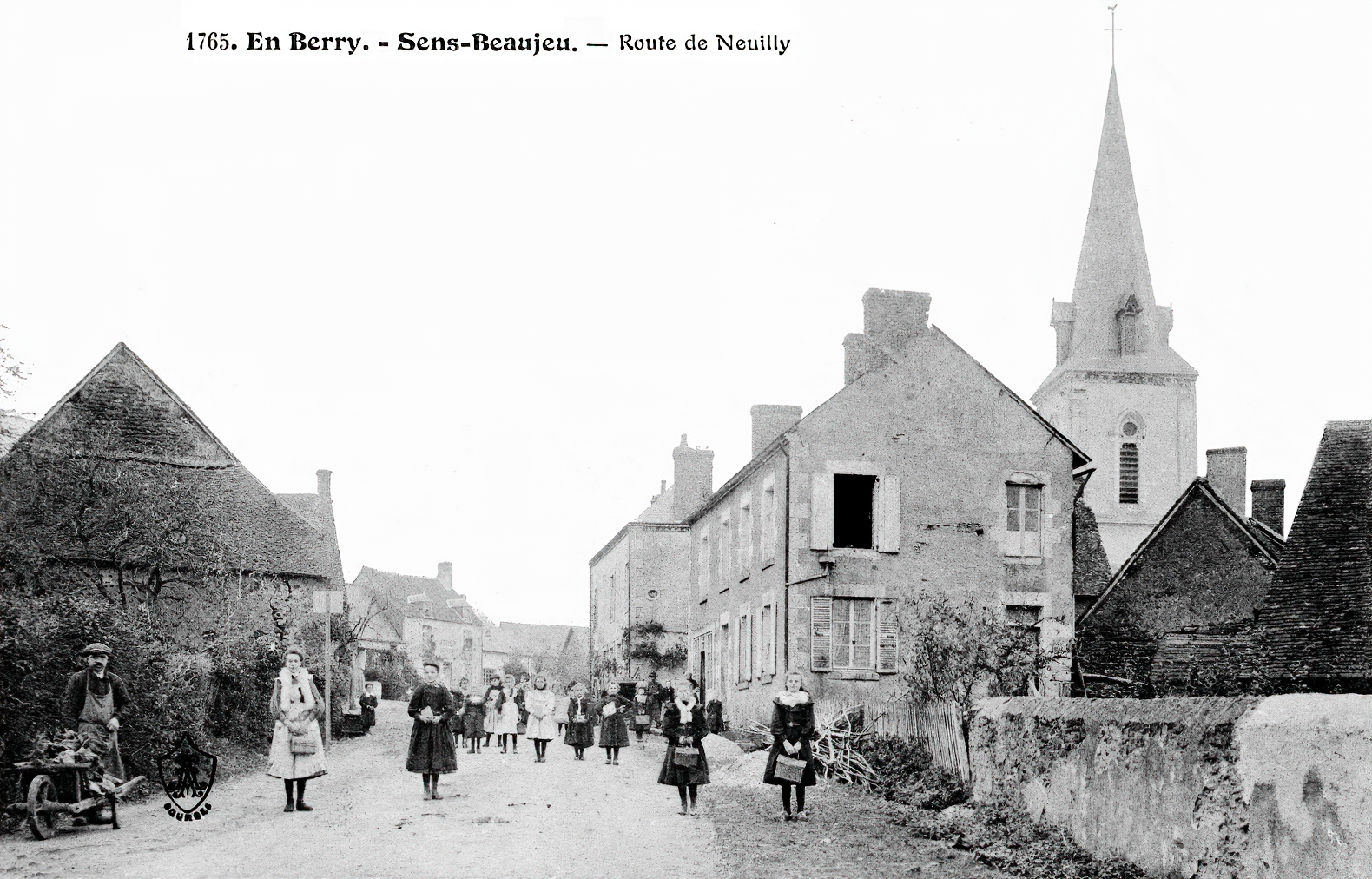
La route de Neuilly.
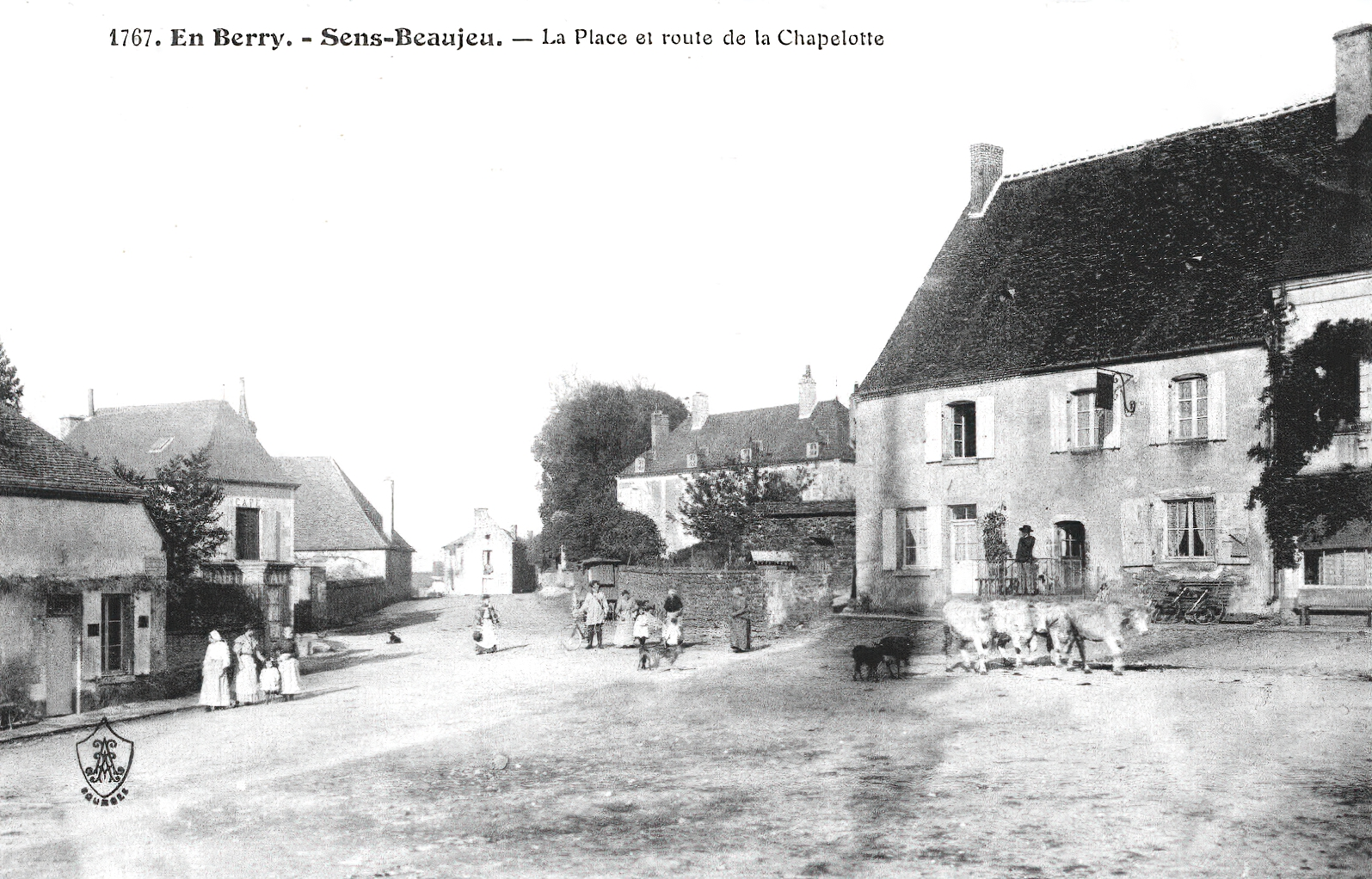
La place et la route de la Chapelotte.
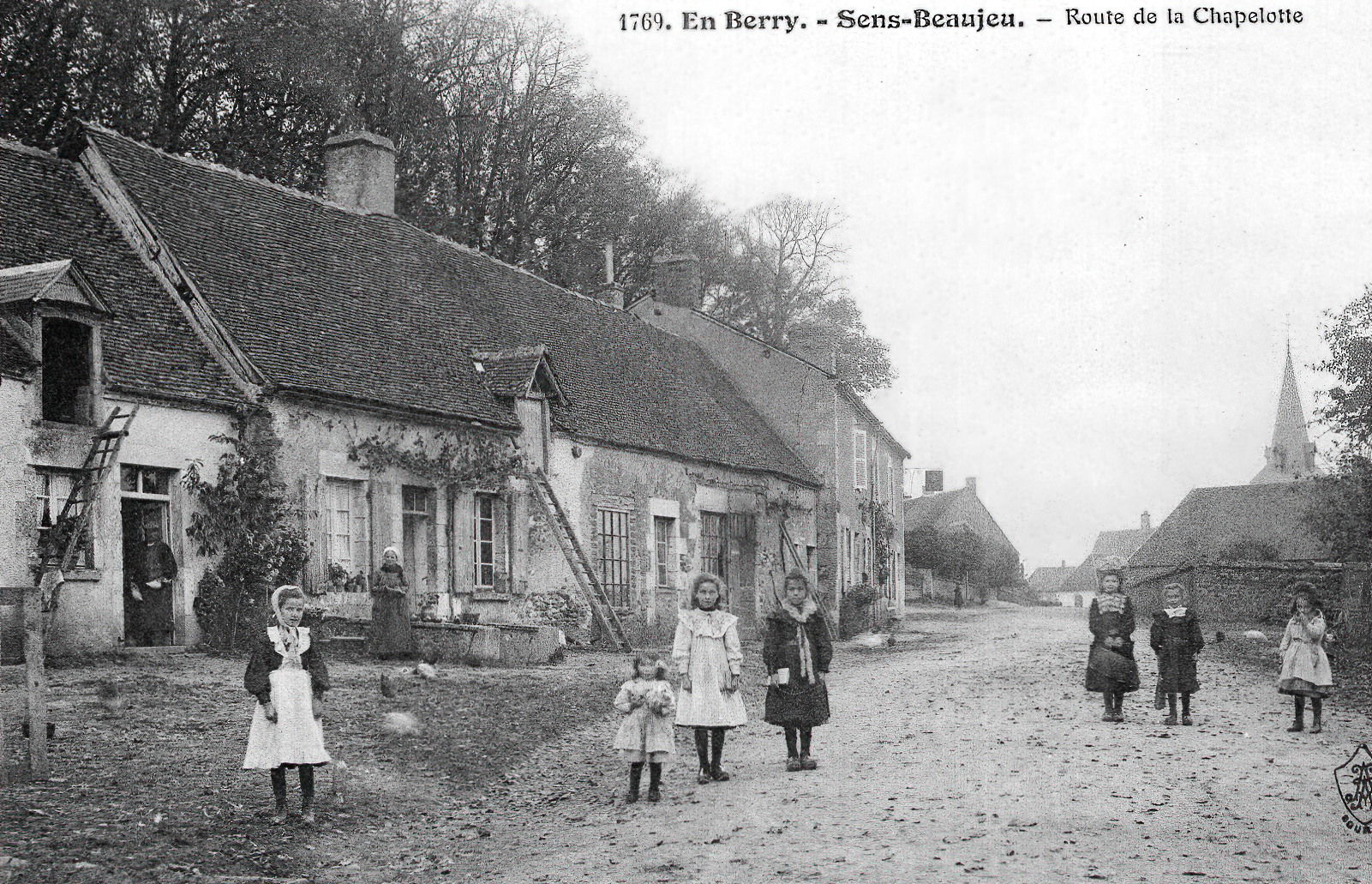
La route de la Chapelotte.
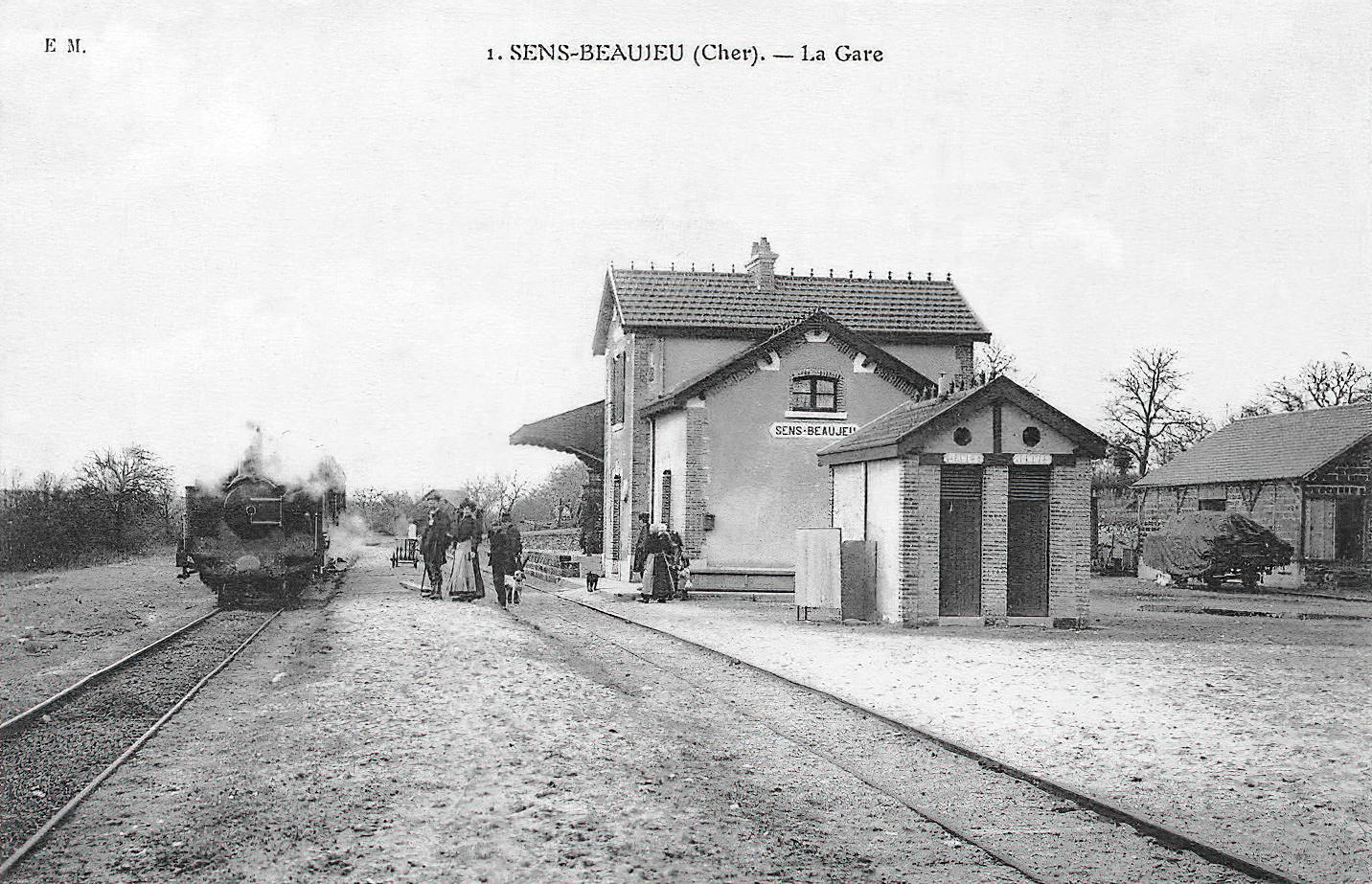
La gare.

### Héraldique
| Blason de Sens-Beaujeu | Blason  | Écartelé en sautoir : au 1er d’argent au chat-huant contourné de gueules, au 2e d’azur semé de molettes d’éperon d’or, au 3e de gueules au château flanqué de deux tours sommées de deux toits pointus, girouettées d’or, ouvert, ajouré et maçonné de sable, au 4e de sinople à la fontaine à deux jets d’or. |
| Blason de Sens-Beaujeu | Détails | Le fond bleu aux molettes d'or fait référence au blason de la maison de Sully, dont est issu Eudes Ier de Sully, premier seigneur de Beaujeu, dont le nom a été accolé à la paroisse de Sens pour donner le nom de la commune d'aujourd'hui, Sens-Beaujeu. Le hibou rouge est un double hommage : d'une part, l'histoire du village est marquée par la sorcellerie (à laquelle le hibou est traditionnellement associé) à travers le procès des sorciers du carroy de Marlou, seul procès complet encore disponible aux archives de nos jours ; d'autre part, le procès s'est tenu en 1583, alors que le seigneur de Beaujeu était Jean du Mesnil-Simon, fondateur de l'actuel château de Beaujeu, et dont les armes représentent six mains rouges inversées sur fond blanc (comme le hibou rouge sur fond blanc). Le château de Beaujeu est le monument emblématique du village, construit par Jean du Mesnil-Simon et transformé au début du XIXe siècle par Pierre-Maurice de Pommereau, dont les propriétaires actuels sont les descendants. Enfin, la fontaine au centre du village est représentée sur fond vert, en référence au bocage caractéristique de Sens-Beaujeu, au croisement du Sancerrois et du Pays Fort. À noter que le blason fait aussi référence aux couleurs du drapeau républicain (bleu / blanc / rouge). Le statut officiel du blason reste à déterminer. |